# Élections générales néo-brunswickoises de 1935

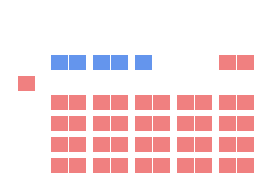
Résultats de l'élection générale néo-brunswickoise de 1935.

L'élection générale néo-brunswickoise de 1935, aussi appelée la 38e élection générale, a lieu le 27 juin 1935 afin d'élire les membres de la 38e législature de l'Assemblée législative du Nouveau-Brunswick, au Canada.
Le Parti conservateur remporte une majorité de 43 sièges tandis que l'opposition officielle est formée par le Parti libéral, avec 5 sièges.